# ジュダ・ベンジャミン
ジュダ・フィリップ・ベンジャミン（Judah Philip Benjamin, 1811年8月6日 - 1884年5月6日）は、イギリスおよびアメリカ合衆国の政治家、弁護士。ルイジアナ州下院議員とアメリカ合衆国上院議員を務め、南北戦争期にはアメリカ連合国で3つの閣僚ポストを務めた。南北戦争終結後はイングランドで腕利きの法廷弁護士として評判を集め、王室顧問弁護士を務めた。

## 青年期
1811年、ベンジャミンはデンマーク領西インド諸島（現在のアメリカ領ヴァージン諸島）のセント・クロイ島クリスチャンステッドにおいて、イギリス国民として誕生した。両親のフィリップ・ベンジャミン (Phillip Benjamin) とレベッカ・デ・メンデス (Rebecca de Mendes) はともにセファルディムであった。ベンジャミンは誕生から数年後に両親とともにアメリカ合衆国へ渡り、ノースカロライナ州およびサウスカロライナ州で成長した。ベンジャミンはノースカロライナ州のフェーエットビル学園を経て1825年にイェール大学へ入学したが、間もなく退学した。ベンジャミンは1832年にルイジアナ州ニューオーリンズへと移ると、そこで法律に関する勉強を続け、同年にルイジアナ州から弁護士としての認可を受けた。そしてベンジャミンは商法専門の弁護士として開業した。
1833年、ベンジャミンはニューオーリンズに住む著名なクリオーリョの一家の娘、ナタリー・セント・マーティン (Natalie St. Martin) と結婚した。だがそれは政略的な結婚であり、幸福なものではなかった。ベンジャミンはルイジアナ州ベレ・シャッセにおいて奴隷所有主となり砂糖農園を築き上げ、弁護士業と併せて大きな財を獲得した。1842年、ベンジャミンはナタリーとの間に唯一の子、ニネット (Ninette) をもうけた。ナタリーは間もなくニネットを連れてフランスのパリへと渡った。また同年、ベンジャミンはホイッグ党の党員としてルイジアナ州下院議員に選任された。1845年には州の憲法制定会議の委員としても活動した。1850年、ベンジャミンは所有する150の奴隷を農園とともに売却した。ベンジャミンはそれ以降、二度と奴隷を所有することは無かった。

## 上院議員
ベンジャミンはルイジアナ州下院議員として、充実した法律の知識に基づいた説得力のある発言を数多く行った。それらの活躍により1852年、ベンジャミンは州議会から連邦議会の上院議員として選出された。またミラード・フィルモア大統領は、ジョン・マッキンリーの死去により空席となった連邦最高裁判所陪席裁判官のポストに、後任としてベンジャミンを推薦する意向を示した。その後ニューヨーク・タイムズは1853年2月15日に「大統領がベンジャミンを（陪席裁判官のポストに）推薦した場合、民主党はこれを承認するだろう。」と報道した。だがベンジャミンは推薦されることを断り、1853年3月4日に予定通り連邦議会の上院議員として着任した。ベンジャミンは就任した最初の年に、同じく40歳代の上院議員ジェファーソン・デイヴィスと侮辱的言動をめぐって議場で闘争を起こした。間もなくデイヴィスの側が折れ謝罪したが、その後2人は非常に親密な仲となった。
ベンジャミンは上院議員としても雄弁な政治家として瞬く間に高い評判を獲得した。1854年、フランクリン・ピアーズ大統領はベンジャミンを最高裁判所の陪席裁判官に指名したが、ベンジャミンは再びそれを断った。
1859年、ベンジャミンは民主党から再び上院議員に選出された。ベンジャミンは民主党の議員として第34回から第36回まで務めた後、ルイジアナ州の合衆国離脱に伴い1861年2月4日に上院議員を辞職した。

## 南部連合
1861年2月25日、連合国臨時議会で初代大統領に選出されたデイヴィスは、ベンジャミンを司法長官に指名した。デイヴィスはベンジャミンについて「非常に評判の良い弁護士であり、（連邦議会の）上院では明晰な判断力、規律正しい習慣、職務の遂行力を発揮していた。彼の有能さは、私に大きな感銘を与えた」と評価した。ベンジャミンは南部連邦でも高い能力を発揮し、「連合国の頭脳」と賞賛された。
南北戦争が激化した1861年9月、ベンジャミンは司法長官を退き陸軍長官代行に就任した。そして同年11月に正式に陸軍長官として承認を受けた。ベンジャミンは連合国の軍事情勢に対する民衆の批判の矢面に立ち、ピエール・ボーレガードやトマス・ジャクソンら連合国将軍らとしばしば揉め事を起こした。
1862年2月、連合国がさしたる戦いもせずロアノーク島を喪失すると、ベンジャミンに対する民衆の批判は頂点に達した。ロアノーク島の防衛放棄は軍の人員不足が原因であったが、ベンジャミンはこれを公にはせず、議会の非難決議を甘んじて受諾し、陸軍長官を辞職した。その後1863年3月、デイヴィス大統領はベンジャミンの忠誠に対する報酬として、ベンジャミンを国務長官に任命した。
ベンジャミンの国務長官としての任務は、イギリスを連合国の味方につけることであった。1864年、連合国の戦況が絶望的になると、ベンジャミンは兵役を志願する奴隷を解放し、軍へ入隊させようという計画を公然と提唱した。この計画は奴隷制を嫌悪するイギリスの世論を軟化させ、さらに兵力不足を緩和するものであったことから、法案の発議者には陸軍大将ロバート・リーも加わった。だがこの法案は保守派の強硬な反対に晒され、議会を通過したのは首都リッチモンドが陥落した1865年4月であった。このため実際に解放され、連合国で兵役に就いた奴隷は1人も居なかった。

## 亡命
南北戦争終結直後、エイブラハム・リンカーン大統領の暗殺事件についてベンジャミンが陰で糸を引いていたという噂が、合衆国の情報機関を通じて広まった。ベンジャミンは当時の雰囲気から公正な裁判を受けられないのではないかと懸念し、書類を燃やして偽名でイングランドへと逃れた。
1866年6月、ベンジャミンはイングランドで弁護士の資格を獲得し、第2の人生を歩み始めた。ベンジャミンは法廷弁護士として成功を収め、高い収入を得た。1868年には Treatise on the Law of Sale of Personal Property（動産売却の法律に関する論文）を公表した。この論文は後にイギリスの私法、特に商法に関する古典の1つとして評価され、現在では Benjamin's Sale of Goods（ベンジャミン：財の売却）として手に入れることができる。そして1872年、ベンジャミンは弁護士としての能力を高く評価され、王室顧問弁護士に選任された。
1884年5月、ベンジャミンはフランスのパリで死去した。ベンジャミンはフィリップ・バンジャマン (Philippe Benjamin) という名でパリのペール・ラシェーズ墓地に埋葬された。